# Alberto Falcón
Alberto Falcón (Matanzas, Cuba, 21 de mayo de 1873 - La Habana, Cuba, 1961) fue un pianista y compositor cubano, fundador del conservatorio de su nombre, en La Habana.

## Síntesis biográfica
Fue discípulo del maestro Hubert de Blanck, fundador y director del Conservatorio Nacional de Música. 
Posteriormente, estudió en Francia y regresó a Cuba, debido al estallido de la Primera Guerra Mundial (1914-1918) en Europa. 
Aparte de varias obras para orquesta y piano, etc. 
Fue autor de la ópera cómica La mujer bella (La Femme belle).
Falleció de causas naturales en La Habana, Cuba, en 1961, a los 88 años de edad. 